# Pamisos (Mythologie)
Pamisos (altgriechisch Πάμισος Pámisos) ist in der griechischen Mythologie der Gott des Flusses Pamisos in Messenien. 
Pamisos ist literarisch nur bei Pausanias bezeugt, der davon berichtet, dass die messenischen Könige ihm ein jährliches Opfer darzubringen hatten. Als Kultstifter gilt der messenische König Sybotas. Zudem wurden gemäß Pausanias kleine Kinder an den Quellen des Pamisos geheilt.
Sein Heiligtum an der Quelle des Flusses in Agios Floros wurde in den 1930er Jahren vom schwedischen Archäologe Natan Valmin ausgegraben. Hier gefundene Weiheinschriften bezeugen, dass Pamisos kultisch verehrt wurde, eines der Weihereliefs aus dem 2. Jahrhundert v. Chr. stellt ihn als stiergestaltig dar.